# Ventilago goughii
Ventilago goughii är en brakvedsväxtart som beskrevs av James Sykes Gamble. Ventilago goughii ingår i släktet Ventilago och familjen brakvedsväxter. Inga underarter finns listade i Catalogue of Life.